# Малоярославец (станция)
Малоярославец — железнодорожная станция Московской железной дороги в городе Малоярославец Калужской области. Открыта в 1899 году.

## Описание
По основному характеру работы является участковой, по объёму работы отнесена к 3 классу. Пассажирские платформы оборудованы турникетами. Имеется здание железнодорожного вокзала, кассы дальнего следования, буфет и отдел полиции. В границах станции более 10 путей различного назначения, есть грузовой двор с контейнерной площадкой, пути для отстоя, заправки и мелкого ремонта локомотивов и вагонов.

## История
Разрешение на строительство линии от Брянска до Москвы было дано обществу Московско-Киево-Воронежской железной дороги с утверждением третьего дополнения к уставу общества в 1895 году.
К октябрю 1898 года на станции Малоярославец были возведены: здание пассажирского вокзала, 6 жилых домов со службами, паровозный сарай (депо) с мастерскими, пожарная часть, наружный мост при вокзале, товарная контора, 2 погреба для горючего, 4 сторожевых будки, казармы, водоёмное здание на реке Луже. В середине 1899 года было открыто регулярное пассажирское движение по железной дороге от Москвы до Брянска.
В конце 1920-х годов при депо начала работать школа ФЗУ, преобразованная в ноябре 1940 года в железнодорожное училище № 3.
В 1927 году образован метеопост при железнодорожной станции.
В годы Первой мировой и Великой Отечественной войн станция Малоярославец являлась важным пунктом приёма, отправки и формирования воинских и санитарных эшелонов. В августе 1915 года со станции отправился в Калугу новобранец Георгий Жуков.
В августе-октябре 1941 года, в ходе подготовки и проведения оборонительной операции по защите Москвы станция являлась главным железнодорожным пунктом 37-го укрепрайона Можайской линии обороны. Именно сюда в октябре 1941 года прибыли основные силы Подольских курсантов, занимавших оборону на Ильинских рубежах и в районе Полотняный Завод — Детчино, легендарная 312-я стрелковая дивизия полковника Наумова. 6 октября 1941 года на участке от Малоярославца до разъезда 126 км. разгружалась 17-я танковая бригада под командованием Героя Советского Союза подполковника Клыпина и другие части, оборонявшие Москву.

Едва мы поравнялись со строениями разъезда, как в паровоз попала бомба. Колёса заскрежетали о рельсы, и эшелон резко остановился. Была отдана команда разгружаться. Такую разгрузку я видел впервые: тяжёлые KB и тридцатьчетвёрки, запустив двигатели, разворачивались на платформах и буквально прыгали с них, а, приземлившись, сразу набирали скорость и устремлялись под зелёные кроны соснового бора.— Из воспоминаний бывшего начальника связи 17-й Тбр М. И. Мыцикова
Упоминания станции Малоярославец можно встретить во многих книгах, монографиях и мемуарах, опубликованных в прошлом веке и 2000-х годах.

## Пассажирское движение
На станции имеют непродолжительную остановку пассажирские поезда дальнего следования сообщением Москва — Адлер, Москва — Климов, Москва — Новозыбков, Санкт-Петербург — Брянск, а также все пригородные электропоезда и экспрессы, для части из которых станция Малоярославец является конечной.

## Коммерческие операции, выполняемые на станции
- (Б) — Продажа билетов на все пассажирские поезда. Приём и выдача багажа не производятся.
- (§ 1) — Приём и выдача повагонных отправок грузов, допускаемых к хранению на открытых площадках станций.
- (§ 3) — Приём и выдача грузов повагонными и мелкими отправками, загружаемых целыми вагонами, только на подъездных путях и местах необщего пользования.
- (§ 8Н) — Приём и выдача грузов в универсальных контейнерах массой брутто 20 и 24 т на подъездных путях.
- (§ 10Н) — Приём и выдача грузов в универсальных контейнерах массой брутто 24 (30) и 30 т на подъездных путях.
- (§ 11Н) — Приём и выдача грузов в крупнотоннажных 20-футовых контейнерах массой брутто до 41 тонны на подъездных путях.
- (§ 12Н) — Приём и выдача грузов в крупнотоннажных контейнерах массой брутто до 41 тонны на подъездных путях[13].

## Комментарии
1. ↑  Фраза "... где в 5-м кавалерийском полку 189-го запа́сного пехотного батальона началась его военная карьера выдающегося советского полководца" встречается сплошь и рядом на различный сайтах. Однако, она лишена логики, т.к. полк состоит из батальонов а не наоборот. На самом деле Жуков в своих мемуарах пишет: "После завтрака нас построили и объявили, что мы находимся в 189-м запасном пехотном батальоне. Здесь будет формироваться команда 5-го запасного кавалерийского полка". Итак:  189-й запасный пехотный батальон - Калуга. Затем: 5-й зап. кав. полк - Балаклея.